# Movie Stars
Movie Stars är en amerikansk tv-serie som sändes 1999. Serien är skapad av Wayne Lemon.

## Skådespelare
- Anne Haney
- Don Swayze
- Frank Stallone
- Harry Hamlin
- Jennifer Grant
- Lamya Jezek
- Mark Benninghoffen
- Marne Patterson
- Rachel David
- Zack Hopkins